# Melodifestivalen 2014
Il Melodifestivalen 2014 si è svolto dal 1º febbraio all'8 marzo con finale a Stoccolma, presso la Friends Arena. 
Si tratta della 54ª edizione del concorso canoro che decreta il rappresentante della Svezia all'Eurovision Song Contest 2014.
I presentatori di quest'edizione sono stati Nour El-Refai e Anders Jansson.
La gara è stata vinta dalla cantante Sanna Nielsen con il brano Undo.

## Semifinali

### Prima semifinale
La prima semifinale si è svolta presso la Malmö Arena il 1º febbraio 2014, e ha visto competere i primi 8 partecipanti. 
Passano direttamente alla finale Yohio ed Ellen Benediktson, mentre verranno ripescati Helena Paparizou e Linus Svenning.
| Ordine | Artista            | Titolo      | Posizione |
| ------ | ------------------ | ----------- | --------- |
| 1      | Yohio              | To the End  | 1         |
| 2      | Mehan Moin         | Aleo        | 7         |
| 3      | Linus Svenning     | Bröder      | 4         |
| 4      | Elisa Lindström    | Casanova    | 5         |
| 5      | Alvaro Estrella    | Bedroom     | 6         |
| 6      | Ellen Benediktson  | Songbird    | 2         |
| 7      | Sylvester Schlegel | Bygdens son | 8         |
| 8      | Helena Paparizou   | Survivor    | 3         |

### Seconda semifinale
La seconda semifinale invece si è svolta l'8 febbraio presso il Cloetta Center di Linköping, ed ha visto competere la seconda tranche di artisti.
Passano alla finale i Panetoz e Sanna Nielsen, mentre parteciperanno al ripescaggio i J.E.M. e Martin Stenmarck.
| Ordine | Artista             | Titolo               | Posizione |
| ------ | ------------------- | -------------------- | --------- |
| 1      | J.E.M.              | Love Trigger         | 4         |
| 2      | The Refreshment     | Hallelujah           | 5         |
| 3      | Manda               | Glow                 | 8         |
| 4      | Panetoz             | Efter Solsken        | 2         |
| 5      | Pink Pistols        | I Am Somebody        | 7         |
| 6      | Sanna Nielsen       | Undo                 | 1         |
| 7      | Little Great Things | Set Yourself Free    | 6         |
| 8      | Martin Stenmarck    | När änglarna går hem | 3         |

### Terza semifinale
La terza semifinale si è svolta presso lo Scandinavium di Göteborg.
I primi due classificati sono Oscar Zia e Ace Wilder, mentre avranno una seconda possibilità gli State of Drama e gli Outtrigger.
| Ordine | Artista                    | Titolo             | Posizione |
| ------ | -------------------------- | ------------------ | --------- |
| 1      | Outtrigger                 | Echo               | 4         |
| 2      | EKO                        | Red                | 8         |
| 3      | Oscar Zia                  | Yes We Can         | 1         |
| 4      | Shirley Clamp              | Burning Alive      | 6         |
| 5      | State of Drama             | All We Are         | 3         |
| 6      | Cajsa Stina Åkerström      | En enkel sång      | 7         |
| 7      | Ace Wilder                 | Busy Doin' Nothin' | 2         |
| 8      | Dr. Alban& Jessica Folcker | Around the World   | 5         |

### Quarta semifinale
L'ultima semifinale si è tenuta presso il Fjällräven Center di Örnsköldsvik ed ha visto competere gli ultimi 8 artisti.
Passano alla finale gli Alcazar e Anton Ewald, mentre verranno ripescati Ellinore Holmer e gli Ammotrack.
| Ordine | Artista         | Titolo                | Posizione |
| ------ | --------------- | --------------------- | --------- |
| 1      | Alcazar         | Blame It on the Disco | 1         |
| 2      | I.D.A.          | Fight Me If You Dare  | 6         |
| 3      | Janet Leon      | Hollow                | 8         |
| 4      | Ammotrack       | Raise Your Hands      | 4         |
| 5      | Josef Johansson | Hela Natten           | 7         |
| 6      | Linda Bengtzing | Ta mig                | 5         |
| 7      | Ellinore Holmer | En himmelsk sång      | 3         |
| 8      | Anton Ewald     | Natural               | 2         |

## Ripescaggio
La tradizionale Andra chansen si è tenuta presso lo Sparbanken Lidköping Arena di Lidköping, ed ha visto competere gli 8 artisti ripescati. Solo 2 di loro sono arrivati in Finale, Helena Paparizou e Linus Svenning.

### Prima fase
| Ordine | Artista          | Titolo               | Posizione |
| ------ | ---------------- | -------------------- | --------- |
| 1      | Ammotrack        | Raise Your Hands     | 8         |
| 2      | Linus Svenning   | Bröder               | 1         |
| 3      | J.E.M.           | Love Trigger         | 6         |
| 4      | State of Drama   | All We Are           | 5         |
| 5      | Ellinor Holmer   | En himmelsk sång     | 7         |
| 6      | Martin Stenmarck | När änglarna går hem | 4         |
| 7      | Helena Paparizou | Survivor             | 2         |
| 8      | Outtrigger       | Echo                 | 3         |

### Duelli
| Artista          | Titolo   | Punteggio |
| ---------------- | -------- | --------- |
| Outtrigger       | Echo     | 51 627    |
| Helena Paparizou | Survivor | 123 859   |

| Artista          | Titolo               | Punteggio |
| ---------------- | -------------------- | --------- |
| Linus Svenning   | Bröder               | 77 706    |
| Martin Stenmarck | När änglarna går hem | 71 844    |

## Finale
La finale si è svolta l'8 marzo 2014 presso la Friends Arena di Solna.
| Ordine | Artista           | Titolo                | Posizione |
| ------ | ----------------- | --------------------- | --------- |
| 1      | Anton Ewald       | Natural               | 10        |
| 2      | Ellen Benediktson | Songbird              | 7         |
| 3      | Alcazar           | Blame It On the Disco | 3         |
| 4      | Oscar Zia         | Yes We Can            | 8         |
| 5      | Linus Svenning    | Bröder                | 5         |
| 6      | Helena Paparizou  | Survivor              | 4         |
| 7      | Yohio             | To the End            | 6         |
| 8      | Sanna Nielsen     | Undo                  | 1         |
| 9      | Panetoz           | Efter Solsken         | 9         |
| 10     | Ace Wilder        | Busy Doin' Nothin'    | 2         |